# Gluconat de zinc
El gluconat de zinc, amb fórmula química C₁₂H22O14Zn, (també anomenat zincum gluconicum) és la sal química de zinc de l'àcid glucònic. És un tractament per escurçar la durada del refredat comú. És un compost iònic que consta de dos mols de gluconat per cada mol de zinc. El gluconat de zinc també és una forma popular d'aportar zinc com a suplement alimentari.
L'àcid glucònic es troba a la natura i industrialment es fa per fermentació de la glucosa, típicament a càrrec Aspergillus niger, però també per altres fongs, per exemple Penicillium, o per bacteris, com Acetobacter, Pseudomonas i Gluconobacter. En la seva forma pura és una pols blanca. També es pot fabricar per oxidació electrolítica, però és un procés més car.
El gluconat de zinc pot interferir en l'absorció d'antibiòtics, per això les combinacions poden ser insegures.

## El zinc i el refredat comú
L'any 2011 uns estudis sistemàtics conduïts per Cochrane Collaboration indicà que les pastlles de zinc escurçaven la durada i severitat dels simptomes del refredat però no oferien recomanacions sobre la dosi per usar-les. Debilitats metodològiques es creu que han contribuït als resultats contradictoris d'estudis anteriors. La revisió de Cochrane 2011 és àmpliament considerada com l'avaluació més autoritzada fins a la data de l'efectivitat del zinc com a tractament per al refredat comú. Se sospita que les pastilles d'acetat de zinc escurcen la durada dels símptomes del refredat comú reduint les citocines inflamatòries.

## Seguretats
S'ha informat de casos d'anòsmia (pèrdua del sentit de l'olor) amb lús intranasal del gluconat de zinc. L'empresa productora de pastilles de gluconat de zinc (Zicam) ha rebut moltes demandes per aquesta causa.
La Food and Drug Administration (FDA) dels Estats Units considera que el gluconat de zinc pot ser reconegut com generalment segur (generally recognized as safe,GRAS)) usat segons les bones pràctiques. La FDA fa advertències sobre el fet que prendre gluconat de zinc per via intranasal pot causar la pèrdua permanent del sentit de l'olor però no fa extensiu a les pastilles de gluconat de zinc i al zinc com suplement alimentari.